# Covenant Awards
Los premios Covenant son otorgados a la industria canadiense de la música gospel por GMA Canadá, la Asociación de Música Gospel de Canadá. La asociación es una organización sin fines de lucro cuya misión es promover el crecimiento y el ministerio de la música cristiana en Canadá. Las ceremonias se llevan a cabo anualmente en ciudades de todo el país.

## Historia
GMA Canadá creó los Premios Covenant en 1974 en Ontario. Al principio, era principalmente para música gospel. A lo largo de los años se han incluido todos los estilos de música cristiana contemporánea .
En 2008, la asociación lanzó una colección especial de tres CD para conmemorar su 30º aniversario, la GMA Canadá presenta la Colección del 30º Aniversario.

## Misión
GMA Canadá trabaja para elevar el perfil y la interacción de artistas, compositores, productores, promotores y otras personas cristianas que trabajan en música cristiana con los medios, minoristas, distribuidores y líderes de la iglesia.  GMA Canadá existe para celebrar la excelencia en la industria canadiense de la música cristiana y alentar a los artistas y defensores cristianos en tres áreas clave: arte creativo, comunidad cristiana y singularidad canadiense.

### Arte Creativo
Otro objetivo es celebrar a los artistas cristianos canadienses que están comprometidos en crear música arraigada en el Evangelio en una multitud de géneros, con la misión de alcanzar e influir en la cultura.

### Comunidad cristiana
Alentar a todos los miembros de la comunidad cristiana a estar conectados activamente entre sí, así como con sus iglesias locales, es uno de los propósitos de los Covenant Awards.

### Singularidad canadiense
El motivo de la creación de estos premios es inspirar a una comunidad que celebra su "canadienseidad" y su cultura con orgullo e intención.

## Categorías
Los premios Covenant se entregan en más de 45 categorías.  Uno de los premios más prestigiosos otorgados es el premio GMA Canada Lifetime Achievement Award.